# 白广恩
白廣恩（？—？），陜西人，明末軍事將領。

## 生平
早年隨混天猴為盜，後降明廷，鎮壓流寇，屢立戰功。曾參與松錦之戰，“仅白广恩、马科、吴三桂敢战”。後代替馬科鎮守山海關。後從大學士吳甡剿寇，廣恩驕悍，不為甡所用，又大掠臨洺關，移軍回陝西。後隨孫傳庭殺贼，郟縣一戰，傳庭戰死，廣恩回潼关。李自成陷潼關。白廣恩西奔固原，最後投降李自成。封桃源伯。
山海關之役，廣恩率二萬騎繞出關外，夾攻吳三桂。
李自成一片石兵败，白广恩随李自成入陕西。永昌二年（順治二年，1645年），清軍英親王阿濟格進兵陝西征剿李自成，大顺军撤至蓝关，遇大风雪，白广恩趁机脱离李自成军，具疏率部向阿濟格投降。三月，白廣恩向清帝自陳失守潼關罪狀並謝恩，攝政王多爾袞慰勉其「奮勇殺賊，俱見苦心」。降清後赴北京，編隸鑲黃旗漢軍。

顺治五年（1648年），清廷追論投誠之功，封白广恩为拜他哈布勃哈番。不久後卒，兄子白良柱襲爵。